# Neodohrniphora
Neodohrniphora är ett släkte av tvåvingar. Neodohrniphora ingår i familjen puckelflugor.

## Arter inomNeodohrniphora[1]
- Neodohrniphora arcuata
- Neodohrniphora arnaudi
- Neodohrniphora attae
- Neodohrniphora bragancai
- Neodohrniphora calverti
- Neodohrniphora cognata
- Neodohrniphora curvinervis
- Neodohrniphora dissita
- Neodohrniphora elongata
- Neodohrniphora erthali
- Neodohrniphora inferna
- Neodohrniphora isomorpha
- Neodohrniphora leei
- Neodohrniphora mexicanae
- Neodohrniphora pala
- Neodohrniphora prolixa
- Neodohrniphora similis
- Neodohrniphora tonhascai